# Glycosmis longipetala
Glycosmis longipetala är en vinruteväxtart som beskrevs av F.J.Mou & D.X.Zhang. Glycosmis longipetala ingår i släktet Glycosmis och familjen vinruteväxter. Inga underarter finns listade i Catalogue of Life.